# پیر نلاته
پیر نلاته (انگلیسی: Pierre Nlate؛ زادهٔ ۲۲ اوت ۱۹۸۸) بازیکن فوتبال اهل کامرون است.
وی همچنین در تیم‌های ملی فوتبال Cameroon national under-20 football team و Cameroon national under-23 football team بازی کرده‌است.